# Halmășd
Halmășd (en hongrois Halmosd) est une commune roumaine du județ de Sălaj, dans la région historique de Transylvanie et dans la région de développement du Nord-ouest.

## Géographie
La commune de Halmășd est située dans l'ouest du județ, à la limite avec le județ de Bihor, à 18 km au sud-ouest de Șimleu Silvaniei et à 48 km au sud-ouest de Zalău, le chef-lieu du județ.
La municipalité est composée des cinq villages suivants (population en 2002) :
- Aleuș (346) ;
- Cerișa (606) ;
- Drighiu (478) ;
- Fufev (17) ;
- Halmășd (1 170), siège de la commune.

## Histoire
La première mention écrite de la commune date de 1341.
La commune, qui appartenait au royaume de Hongrie, faisait partie de la principauté de Transylvanie et elle en a donc suivi l'histoire.
Après le compromis de 1867 entre Autrichiens et Hongrois de l'empire d'Autriche, la principauté de Transylvanie disparaît et, en 1876, le royaume de Hongrie est partagé en comitats. Halmășd intègre le comitat de Szilágy (Szilágymegye).
À la fin de la Première Guerre mondiale, l'Empire austro-hongrois disparaît et la commune rejoint la Grande Roumanie.
En 1940, à la suite du deuxième arbitrage de Vienne, elle est annexée par la Hongrie jusqu'en 1944. Elle réintègre la Roumanie après la Seconde Guerre mondiale.

## Religions
En 2002, la composition religieuse de la commune était la suivante :
- Chrétiens orthodoxes, 93,54 % ;
- Grecs-Catholiques, 4,16 % ;
- Catholiques romains, 1,64 %.

## Démographie
En 1910, à l'époque austro-hongroise, la commune comptait 2 608 Roumains (82,58 %), 87 Hongrois (2,75 %) et 386 Slovaques (12,22 %).
En 1930, on dénombrait 2 903 Roumains (72,76 %), 7 Hongrois (0,18 %), 66 Juifs (1,65 %), 118 Tsiganes (2,96 %) et 894 Slovaques (22,42 %).
En 1956, après la Seconde Guerre mondiale, 3 707 Roumains (95,76 %) côtoyaient 3 Hongrois (0,08 %), 18 Tsiganes (0,46 %) et 132 Slovaques (3,41 %).
En 2002, la commune comptait 2 274 Roumains (86,89 %), 4 Hongrois (0,15 %), 298 Tsiganes (11,38 %) et 40 Slovaques (1,52 %). On comptait à cette date 1 120 ménages et 987 logements.
| 1850  | 1880  | 1900  | 1910  | 1920  | 1930  | 1941  | 1956  | 1966  |
| ----- | ----- | ----- | ----- | ----- | ----- | ----- | ----- | ----- |
| 2 021 | 2 185 | 2 501 | 3 158 | 3 078 | 3 990 | 4 199 | 3 871 | 3 700 |

| 1977  | 1992  | 2002  | 2007  | - | - | - | - | - |
| ----- | ----- | ----- | ----- | - | - | - | - | - |
| 3 479 | 2 886 | 2 617 | 2 488 | - | - | - | - | - |

## Économie
L'économie de la commune repose sur l'agriculture (vergers), l'élevage et l'exploitation des forêts.

## Communications

### Routes
- Halmășd est située sur la route nationale DN1H Șimleu Silvaniei-Aleșd-Oradea.

## Lieux et monuments
- Halmășd, église St Dimitri.